# Aeropista de la Región Carbonífera
La Aeropista de la Región Carbonífera (Código DGAC: RCF) ó Aeródromo de Nueva Rosita es un pequeño campo aéreo ubicado al norte de la ciudad de Nueva Rosita y operado por la Administradora Coahuilense de Infraestructura y Transporte Aéreo. Tiene una pista de aterrizaje de 1,800 metros de largo y 30 metros de ancho así como una plataforma de aviación de 90 m x 100 m (9,000 metros cuadrados), 3 hangares privados y edificio terminal. 
Frecuencia Unicom 122.0
En octubre de 2017 fue invertido 1 millón de pesos en el mejoramiento de la estructura del Aeródromo de la región carbonífera, mismo que fue mejorado a la par de otros 3 aeropuertos en el estado de Coahuila.